# IsoP
IsoP(ISO)（アイエスオーピー）は、Isolated powerの略であり、野球において打者を評価する指標の1つ。長打率と打率の差である。

## 概要
従来、長打力を測るために長打率が用いられてきたが、長打が少ない場合でも打率が高ければ長打率も高くなるため、純粋な長打力を測るには不備があった。例えば、100打数で単打100本の打者と本塁打25本の打者はどちらも長打率1.000となるが、長打力が同じとは言い難い。
そこで、より純粋に長打力を評価するために作られた指標がIsoP (ISO)である。シーズンを跨いでも安定しやすく、運に左右されにくい打者の能力として捉える事が出来る。
算出方法は以下のとおり。
- IsoP＝長打率－打率

式を変形すると
- IsoP＝（二塁打＋三塁打×2＋本塁打×3）÷打数

となる。
後者の式から見て取れるように内野安打等を含む単打が計算に含まれないため、すべての安打が単打であった場合IsoPは.000となる。なお、打率の最大値が1.00、長打率の最大値が4.00なので、IsoP(ISO)の最大値は3.00である。 
| 打撃結果        | 打率 | 長打率 | IsoP |
| --------------- | ---- | ------ | ---- |
| 100打数40単打   | .400 | .400   | .000 |
| 100打数20二塁打 | .200 | .400   | .200 |
| 100打数10本塁打 | .100 | .400   | .300 |